# نسيمة شعبان
نسيمة شعبان مغنية جزائرية تغني الحوزي والشعبي والأندلسي ولدت سنة 1959 بمدينة الورود البليدة جنوب العاصمة الجزائر، أصدرت ستة ألبومات وتحيي سهرات فنية بانتظام في الجزائر وفي الخارج خصوصا فرنسا.